# Dongducheon
Dongducheon (kor. 동두천시) – miasto w Korei Południowej, w prowincji Gyeonggi. W 2006 liczyło 82 623 mieszkańców.